# This Christmas
A This Christmas Olivia Newton-John és John Travolta közös karácsonyi albuma, vendégművészek közreműködésével. Az album John Farrar által írt I Think You Might Like It című dalából videóklip is készült. A CD változat 2012 decemberében Magyarországon is forgalomba került.

## Az album előzménye
Olivia Newton-John és John Travolta ismeretsége 1977-ben, a Grease szereplőválogatásán kezdődött. Az 1978-ban bemutatott filmben, mely minden idők legsikeresebb filmmusicale lett, ők alakították a két főszereplőt. Második filmjük, az 1983-as Két fél egy egész (Two of a Kind) ugyan nem volt különösebben sikeres, de a film dalai igen népszerűek voltak. Még egy kisebb közös munkájuk volt, mindketten szerepeltek Michael Jackson Liberian Girl című dalának klipjében. Noha közös munkájuk ezután már nem volt, folyamatosan közeli barátságot tartottak fent.
Az album elkészítésének gondolata John Travoltától származott. Az ötlet akkor alakult ki, amikor Olivia üdvözletet küldött neki a Grease You're The One that I Want dalának legújabb elismerése alkalmából, 2011-ben. Meglepve tapasztalták, hogy környezetükben mindenki örömmel fogadta az ötletet. Olivia Newton-John pályafutása során ezt megelőzően már három karácsonyi albumot is készített, ezek a ’Tis The Season, Christmas Collection és a Christmas Wish. Számos karácsonyi válogatáson is közreműködött egy-egy, sok esetben arra az alkalomra készített dalával, ilyen volt többek között Elvis Presley Christmas Duets című 2008-ban megjelent albuma, melyen utólagosan készített karácsonyi duettek hallhatók a rég eltávozott Elvis Presleyvel. A This Christmas album esetében a koncepció szerint inkább egy bensőséges és családias hangulatú, mintsem ünnepélyes album elkészítése volt a cél.

## Az album ismertetése
Az albumhoz többek mellett olyan vendégművészeket sikerült megszerezniük, mint Barbra Streisand, Cliff Richard, Chick Corea. Az album érdekessége a swing-korszak egyik legnagyobb művészének a zenekara, a The Count Basie Orchestra. A karácsonyi klasszikusokat feldolgozó albumban egy új dal is hallható, John Farrar szerzeménye, az I Think You Might Like It . John Farrar és Olivia Newton-John több évtizedes együttműködésének eredménye többek között a Grease és a Xanadu dalainak egy része is. Előző, 2011-es közös munkájuk a Harmadnaposok című film záródala, a Weightless.
Az album nyereségével Olivia Newton-John Melbournei rákkezelő kórházát (Olivia Newton-John Cancer and Wellness Centre) és John Travolta fia emlékére alapított autizmus ellenes alapítványát (The Jett Travolta Foundations) támogatják.

## A dalok ismertetése
Az album első dala a Baby It's Cold Outside Frank Loesser szerzeménye, Dinah Shore és Buddy Clark előadásában jelent meg először, 1944-ben. A Rockin' Around the Christmas Tree Johnny Marks dala, első előadója Brenda Lee volt 1959-ben, Magyarországon is népszerű, vidám dal. Az albumon Kenny G amerikai jazz-szaxofonos is közreműködik a dal előadásában. Az I’ll Be Home for Christmas egy ismert amerikai karácsonyi dal, szövege szerint egy katona levelet ír a frontról kedvesének, hogy karácsonyra már otthon lesz. Első előadója Bing Crosby volt 1943-ban, de többek között Elvis Presley is énekelte. John Travolta és Olivia Newton-John mellett Barbra Streisand éneke is hallható a dalban. Az album címadó dala a This Christmas, egy viszonylag újabb keletű dal. A dal kissé jazzes előadásában Chick Corea működik közre. A Silent Night a világ talán legismertebb karácsonyi dala, eredeti címe Stille Nacht, Franz Xaver Gruber dala Joseph Mohr szövegével, a 19. század elejéről. Az ír furulyával kísért, szokatlan hangszerelésű változatot John és Olivia énekli, gyermekkar közreműködésével.
A The Christmas Waltz az előzőekhez képest egy újabb dal, a Carpenters együttes slágere volt 1978-ban, az albumon John Travolta énekével. A feldolgozás érdekessége, hogy a szám elején és végén a First Noel című régi karácsonyi dal motívuma is hallható. Ezt ismét egy régebbi dal követi, eredetileg Judy Garland előadásában a Meet Me in St. Louis című filmmusicalből, ez a Have Yourself a Merry Little Christmas, az albumon John és Olivia mellett Cliff Richard közreműködésével. A Winter Wonderland egy vidám dal a téli jégvilágról, 1934-ből. Egyik legismertebb verzióját Dean Martin énekelte. A dalt az évek alatt kb. 150 előadó dolgozta fel. Az albumon a szving korszak egyik legismertebb zenekara, a The Count Basie Orchestra, valamint Tony Bennett jazzénekes működik közre. A White Christmas az egyik legismertebb amerikai karácsonyi dal, Irwing Berlin szerzeménye, első előadója Bing Crosby volt 1942-ben, minden idők legnépszerűbb kislemeze lett.
Az album egyetlen önálló dala az I Think You Might Like It, szerzője John Farrar, Olivia jóbarátja, zenei producere, legsikeresebb dalainak szerzője. A vidám, kissé country-pop jellegű dal a karácsonyi készülődésről szól. A The Christmas Song egy igen népszerű amerikai karácsonyi dal, az albumon Bob McChesney hangulatos trombon- szólójával. A dal eredeti előadója Nat King Cole volt 1946-ban. A Deck the Halls egy 16. századi walesi karácsonyi tradicionális dal, az albumon korabéli hangszereléssel, John és Olivia énekével, James Taylor gitárjátékával. Az album utolsó felvétele két dalból áll, az egyik az Auld Lang Syne, mely egy régi, skót tradicionális dal, Robert Burns költő 1788-as szövegével. Nálunk elsősorban újévkor hallható. A Christmas Time Is Here Vince Guaraldi szerzeménye, 1965-ből.

## Az album dalai
Az album dalait John Travolta és Olivia Newton-John énekli,
zárójelben a közreműködő művész neve
1. Baby It’s Cold Outside
2. Rockin’ Around the Christmas Tree (Kenny G szaxofonon)
3. I’ll Be Home for Christmas (Barbra Streisand)
4. This Christmas (Chick Corea, zongora)
5. Silent Night
6. The Christmas Waltz (John Travolta egyedül)
7. Have Yourself a Merry Little Christmas (Cliff Richard)
8. Winter Wonderland (Tony Bennett ének, valamint a The Count Basie Orchestra big band)
9. White Christmas
10. I Think You Might Like It (John Farrar új szerzeménye az album számára)
11. The Christmas Song
12. Deck the Halls (James Taylor gitáron)
13. Auld Lang Syne/Christmas Time Is Here